# Pseudosedum longidentatum
Pseudosedum longidentatum là một loài thực vật có hoa trong họ Crassulaceae. Loài này được Borissova miêu tả khoa học đầu tiên năm 1933.